# 安德烈亚斯·基希纳
安德烈亚斯·基希纳（德語：Andreas Kirchner，1953年8月17日—2010年11月10日），德国男子雪车运动员。他曾代表东德参加1980年和1984年冬季奥林匹克运动会雪车比赛，获得一枚金牌和一枚铜牌。